# فيرمان أبو زيد
فيرمان أبو زيد (بالفرنسية: Firmin Abauzit)‏ (11 نوفمبر 1679 - 20 مارس 1767)، كان باحثًا فرنسيًا عمل في الفيزياء والإلهيات والفلسفة، وعمل كأمين مكتبة في جنيف (كانتون جنيف) خلال السنوات الأربعين الأخيرة. يشتهر أبو زيد أيضًا بمُراجعة أو تصحيح كتابات إسحاق نيوتن وعلماء آخرين.

## سيرته الذاتية
ولد فيرمان أبو زيد في 11 نوفمبر 1679 لوالدين بروتستانتيان في يزيس في لانغيدوك. وينحدر أصله من طبيب عربي ذو أصول أندلسية كان يعيش في مدينة تولوز في فرنسا في القرن التاسع. وبناءً على ذلك، فإن اسم "Abauzit" مُشتق من الاسم العربي «أبو زيد».
تُوفي والده وهو في الثانية من عمره. عند إلغاء مرسوم نانت في عام 1685، قامت السلطات باتخاذ خطوات لتدريسه في الكنيسة الرومانية الكاثوليكية، لكن قامت والدته بافتعال قصة لهروبه. وعاش هو وشقيقه لمدة سنتين هاربين من العدالة في جبال سيفينيس، لكنهما وصلا أخيرًا إلى جنيف، حيثُ انضمت إليهما والدتهما بعد ذلك في الهروب من السجن الذي كانت مُحتجرة فيه مُنذ وقت فرارهما. اكتسب أبو زيد في سن مُبكر إتقانًا كبيرًا في اللغات، الفيزياء والإلهيات.
في عام 1698، سافر إلى ألمانيا، ثم إلى هولندا، حيثُ تعرف على بيير بايل، وبيير جوريو وجاك باسناج. انتقل إلى إنجلترا وقُدم إلى إسحاق نيوتن الذي وجد فيه واحد من أوائل المدافعين ضد استكشافات كاستل. صحح نيوتن في الطبعة الثانية من كتابه الأصول الرياضية للفلسفة الطبيعية خطأ أشار إليه أبو زيد.
دفعت شُهرة أبو زيد، ملك إنجلترا ويليام الثالث إلى أن يطلب منه الاستقرار في إنجلترا، لكنه لم يقبل عرض الملك وفضل العودة إلى جنيف. هناك، منذ عام 1715، قدم مُساعدة قيمة للمُجتمع الذي تم تشكيله لترجمة العهد الجديد إلى الفرنسية. وفي عام 1723، رفض عرض منصب أستاذ الفلسفة في جامعة جنيف. في عام 1727، حصل على الجنسية في جنيف، وقبل بمنصب أمين مكتبة فخري في جنيف، المدينة التي تبناها. أثناء وجوده في جنيف في سنواته الأخيرة، قام بتأليف العديد من الأعمال. في 20 مارس 1767، تُوفي أبو زيد أيضًا في جنيف عن عمر ناهز 87 عامًا.

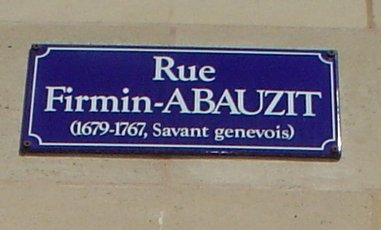
شارع فيرمان أبو زيد في مدينة جنيف.

## روابط خارجية
- فيرمان أبو زيد على موقع الموسوعة البريطانية (الإنجليزية)